# Mochau (Sajonia)
Mochau es un municipio del Distrito de Sajonia Central (Sajonia, Alemania). Tiene una población de 2755 habitantes.[cita requerida]

## Geografía
El pueblo se encuentra a unos 5 km al noreste del centro urbano de Döbeln y a 20 km al oeste de Meißen, en la parte más alta del Lommatzscher Pflege (a unos 300 m sobre el nivel del mar). Aquí se encuentra la divisoria de aguas entre los ríos Jahna y Ketzerbach.

## Historia

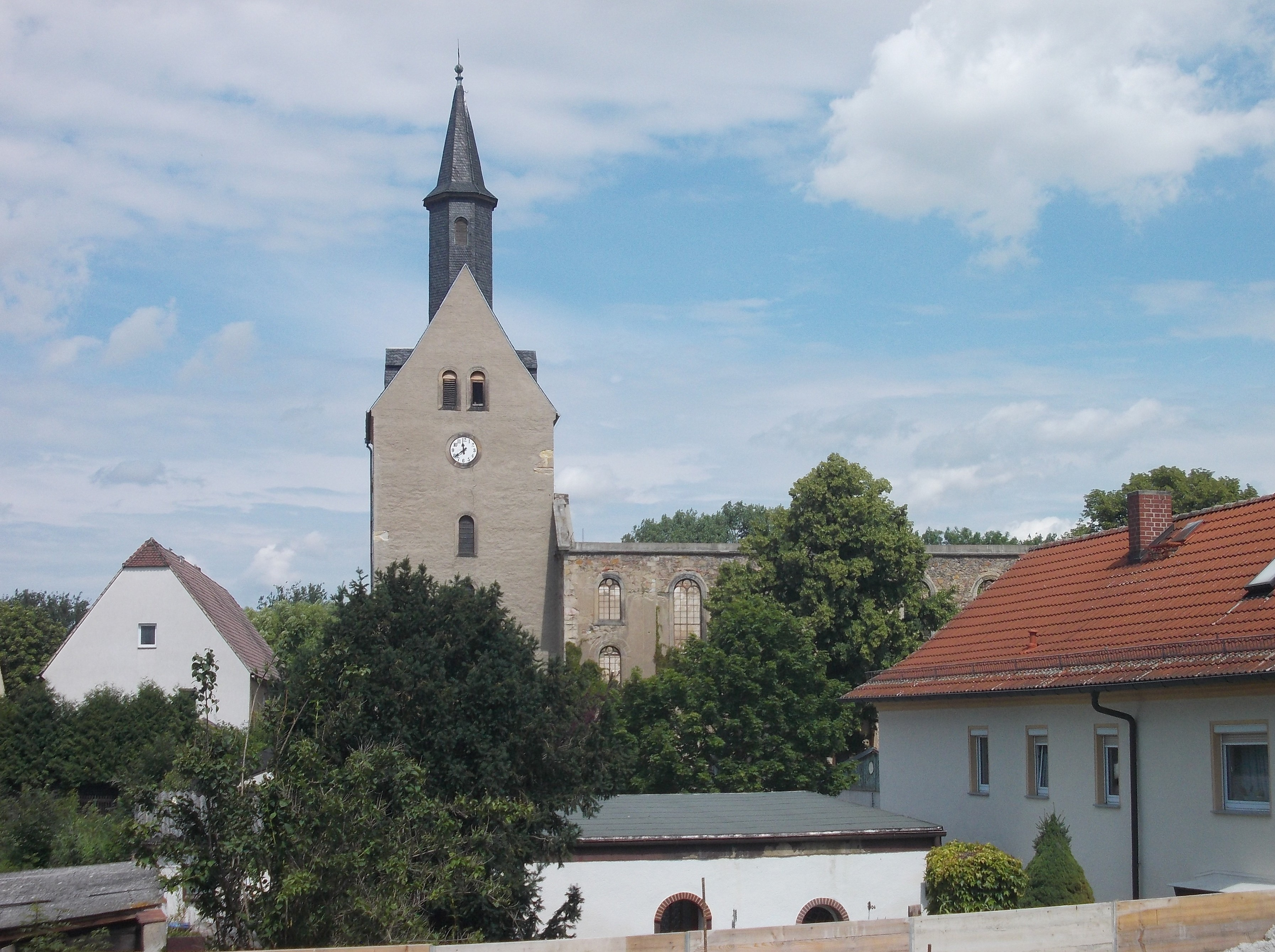
Ayuntamiento de Mochau

Mochau se menciona por primera vez en una escritura de donación del margrave Enrique I de Meissen en 1090. Entre los siglos XI y XIII se ubicó allí la sede de un Burgward que, con cuatro menciones documentadas después de 1100, representa uno de los distritos de Burgward más documentados de Sajonia Central.

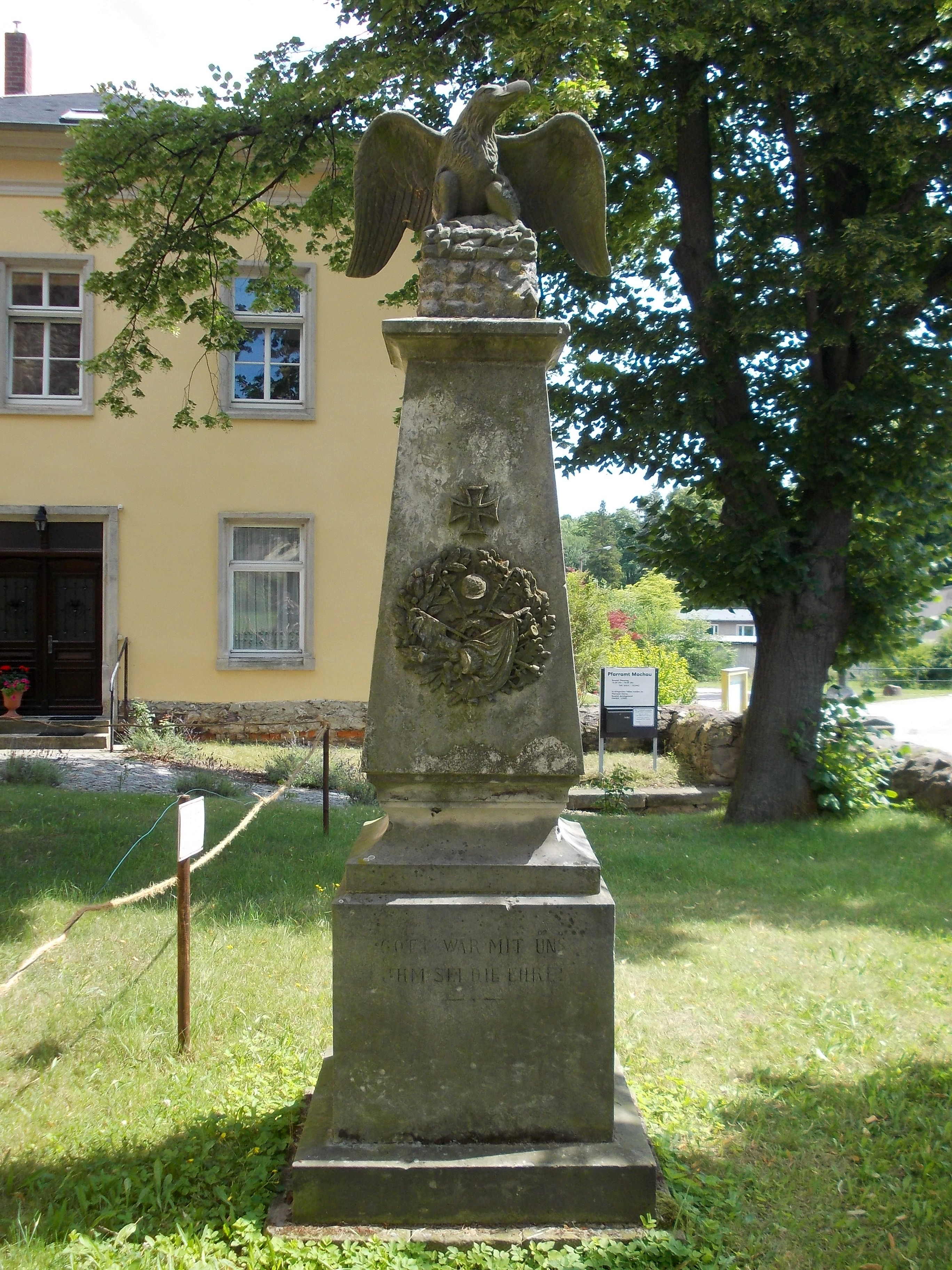
Memorial de guerra en Mochau.

El pueblo, al igual que sus actuales distritos de Lüttewitz, Prüfern (proporcionalmente) y Theeschütz, perteneció más tarde a la oficina electoral sajona de Nossen. Sólo Theeschütz no era un exclave de Nossen en el distrito de Meißen. 
El 1 de julio de 1950 se incorporó el municipio de Präbschütz, hasta entonces independiente. 
El 1 de enero de 1996, los antiguos municipios de Beicha, Choren, Lüttewitz y Mochau se fusionaron para formar el gran municipio de Mochau. Los distritos eran Beicha, Choren, Dreißig, Geleitshäuser, Gertitzsch, Gödelitz, Großsteinbach, Juchhöh, Kleinmockritz, Leschen, Lüttewitz, Maltitz, Markritz, Meila, Mochau, Nelkanitz, Petersberg, Präbschütz, Prüfern, Schallhausen, Simselwitz, Schweimnitz y Theeschütz.
El 1 de enero de 2016, el municipio se incorporó a la vecina ciudad de Döbeln.

## Lugares de interés
- Museo de Historia Local de Choren
- Castillo de Schleinitz

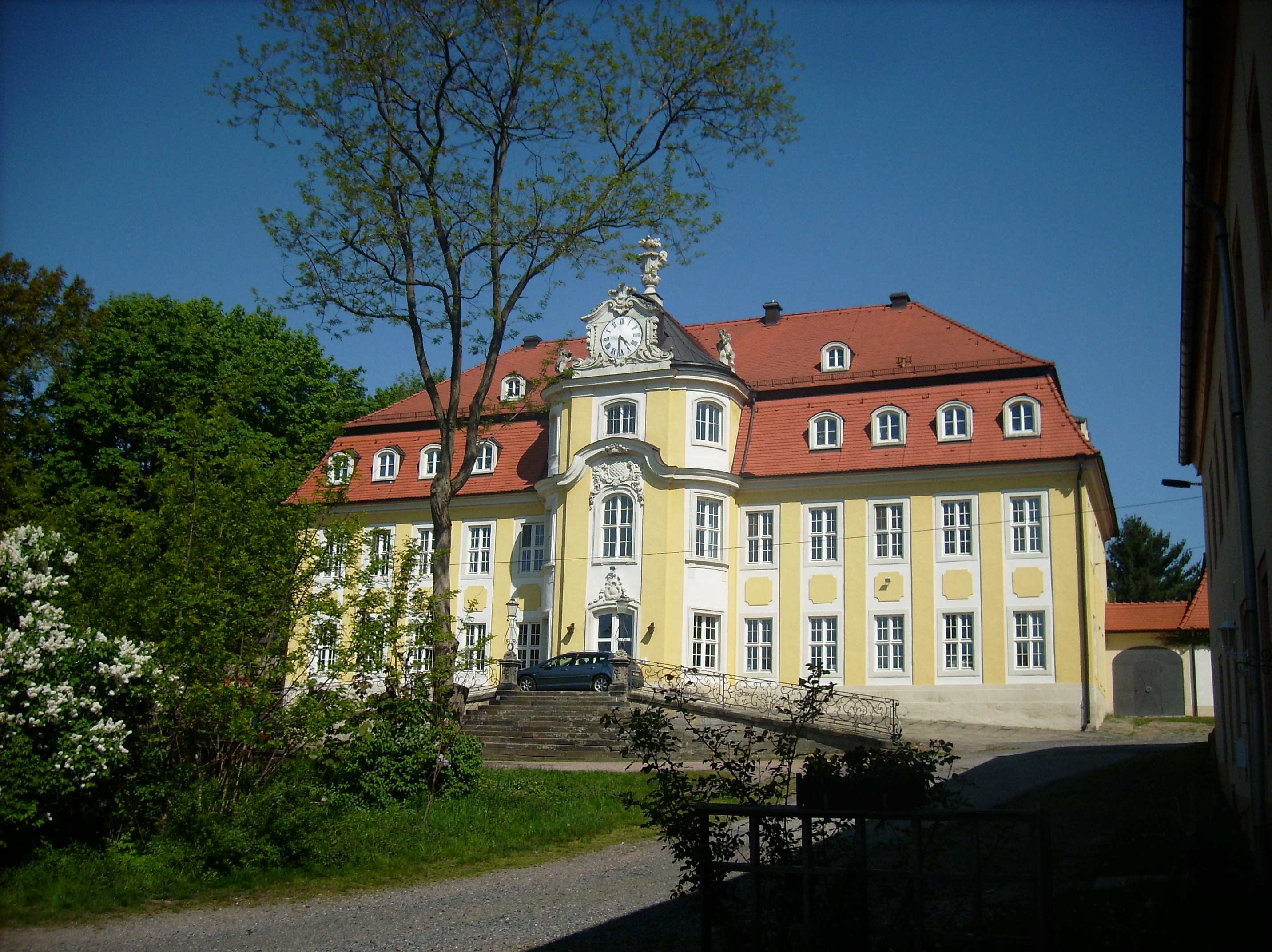
Castillo tardobarroco de Choren

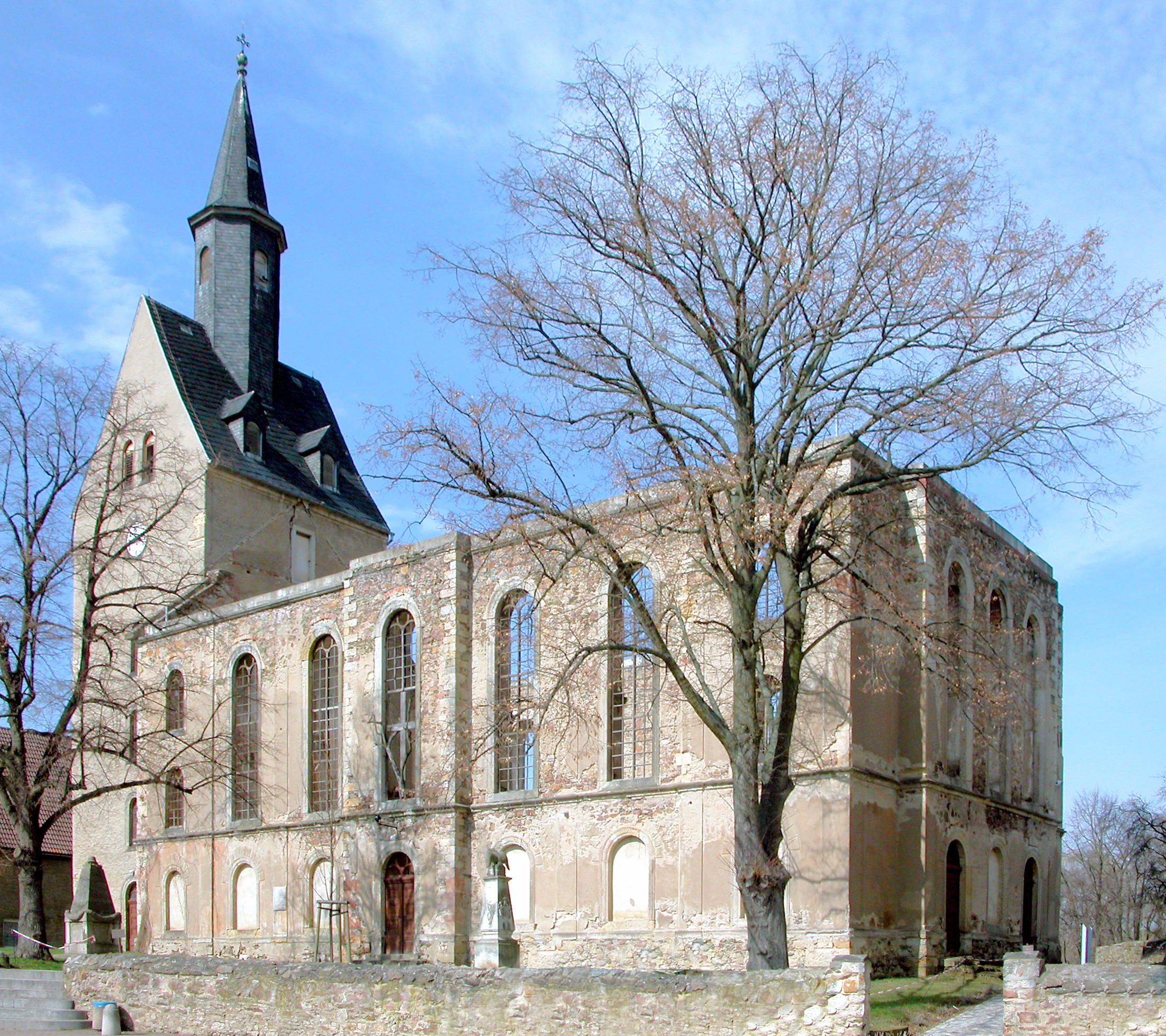
Ruinas de la iglesia de Mochau, llamada iglesia de verano

- Iglesia de verano de Mochau (ruinas)
- Parque y Castillo de Choren

## Economía e infraestructuras
La mayor prioridad de la comunidad era el desarrollo de un nuevo polígono industrial "Am Fuchsloch". El 15 de junio de 2007 se puso allí la primera piedra del centro europeo de desarrollo de "Signet Solar", que ha dado empleo a unas 130 personas a partir de mediados de 2008. El 4 de junio de 2010, Signet Solar se declaró insolvente y actualmente está fuera del negocio.

### Comunicaciones
La carretera B 175 atraviesa los distritos de Choren y Juchhöh por el sur. También se puede llegar al municipio a través del enlace de la autopista A 14 Döbeln-Ost (aprox. 5 km). Hasta 1969 hubo estaciones del antiguo ferrocarril de vía estrecha Wilsdruff-Gärtitz en el pueblo y en los distritos de Simselwitz, Kleinmockritz y Beicha. Estas estaciones fueron importantes durante la campaña remolachera para el transporte a la azucarera de Döbeln. Las amplias dependencias del ferrocarril aún se conservan en buen estado, como la estación y el edificio de recepción de Simselwitz. En Beicha hay una exposición en la antigua estación.

### Instalaciones municipales y culturales
- Complejo deportivo de Lüttewitz
- Gimnasios - Escuela primaria de Mochau
- Casa de Cultura de Choren
- Polideportivo Choren
- Casa de la Juventud Sajona, Mochau

### Empresas residentes
- Solar Wagner en Choren
- Tienda de música Dassler en Choren
- Cotesa GmbH

## Literatura
Cornelius Gurlitt: Mochau. En: Beschreibende Darstellung der älteren Bau- und Kunstdenkmäler des Königreichs Sachsen. Número 25: Condado de Döbeln. C. C. Meinhold, Dresde 1903, p. 159.